# Maison forte du Pin
La maison forte du Pin est une ancienne maison forte, du XIIIe siècle, qui se dresse sur la commune de Morancé dans le département du Rhône en région Auvergne-Rhône-Alpes.
La maison forte fait l’objet d’une inscription partielle au titre des monuments historiques par arrêté du 19 mai 1994. Seuls le donjon, le corps de logis et la galerie sur portail qui les relie à la maison-forte ont été inscrits.

## Situation
La maison forte du Pin est située dans le département français du Rhône sur la commune de Morancé, à flanc de colline, au sud ouest du bourg.

## Histoire
En 1057 Bernard de la Chana, chevalier, est seigneur du Pin. Étienne de la Chana, seigneur du Pin, passe pour le fondateur de la maison forte vers 1260. En 1341 la famille de la Chana est toujours présente et fait hommage du fief à Barthélemy de Civins, abbé d'Ainay.
Au début du XVIIIe siècle Octavien de Chaponay est seigneur de Morancé, de l'Izérable et du Pin. La famille de Chaponay restera propriétaire du bien jusqu'en 1884.
L'hospice d'Amplepuis acquiert le domaine en 1908 puis en 1975 le Pin est acheté par un particulier et devient un hôtel. Aujourd'hui le château est la propriété de la famille Ory-Girard.

## Description

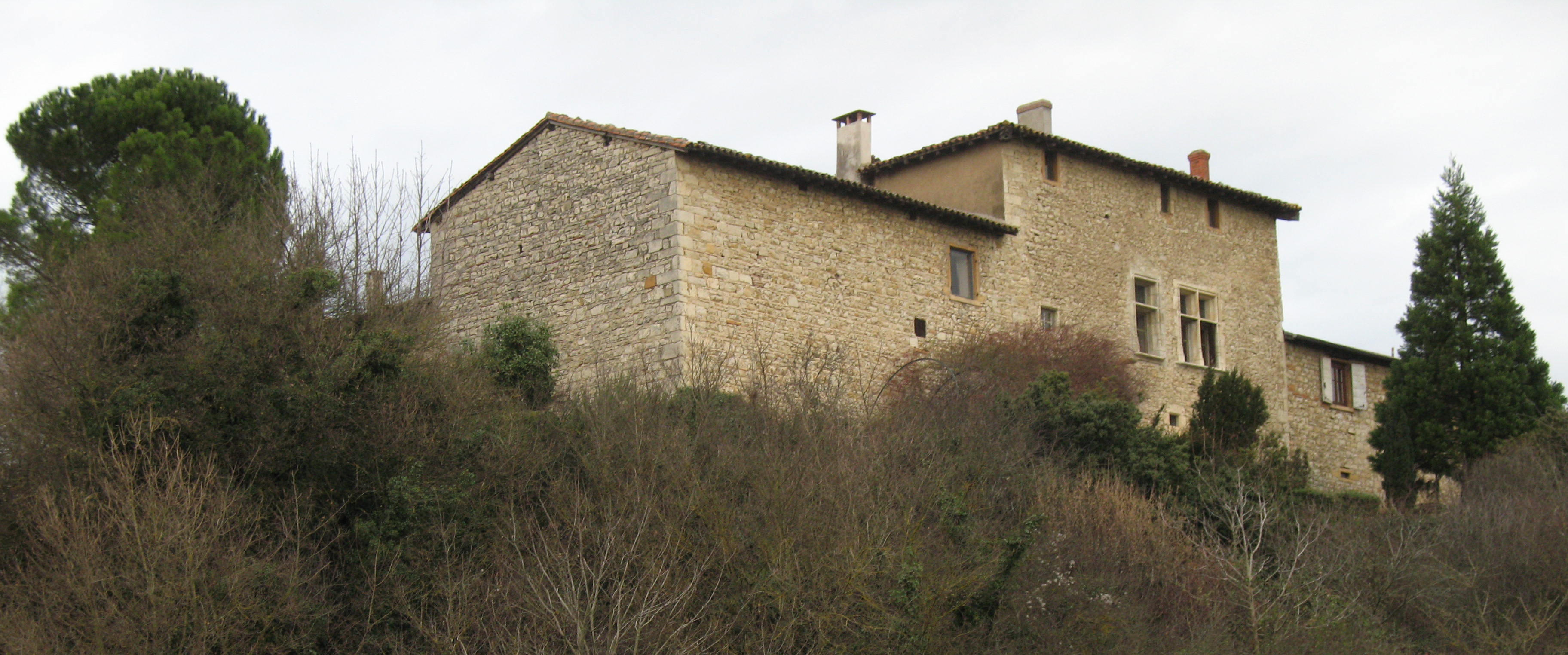
Logis seigneurial

La maison forte date du XIIIe siècle. Elle est constituée d'une enceinte carrée, délimitée au nord-est par le logis principal, dont il subsiste quelques fenêtres à meneaux, et par des bâtiments plus récents, l'ensemble encadrant une cour intérieure.
L'entrée principale est précédée de communs et surmontée d'une bretèche ; elle est flanquée à l'ouest d'une tour ronde, massive et découronnée, construite en 1311 pour servir de donjon. Celui-ci comprend une basse-fosse, une salle avec cheminée, latrines et fenêtre, et un étage de couronnement inachevé.